# Дідки
Дідки (Gomphidae) — родина бабок з групи різнокрилих (Anisoptera). Містить понад 900 видів у 90 родах.

## Поширення
Родина поширена на всіх континентах, крім Антарктиди. В Україні трапляється 5 видів:
- Дідок жовтоногий (Gomphus flavipes)
- Дідок звичайний (Gomphus vulgatissimus)
- Офіогомфус рогатий (Ophiogomphus cecilia)
- Оніхогомфус кліщоносний (Onychogomphus forcipatus)
- Лінденія чотирилисткова (Lindenia tetraphylla)

## Опис
Бабки середніх розмірів з прозорими крилами, що не мають візерунків. Задні крила у самців — з округлою виїмкою в основі, у самиць плавно закруглені. Очі на тімені широко розставлені і розділені проміжком.
Личинки дідок мають широке плоске волосисте черевце і широко розставлені задні ноги. Хвостових зябер немає. Маска плоска з вузькими бічними лопатями, прикриває голову тільки знизу. Антени короткі, товсті, стирчасті, 4-членикові з великим 3-м члеником.

## Розмноження
У самиць яйцеклад відсутня, самиця розкидає яйця поодинці, б'ючи в польоті кінцем черевця по воді. Для відкладання яєць самиці вибирають проточні водойми з піщаним, мулистим або кам'янистим дном. Личинки тримаються на дні і не пов'язані з рослинністю. Вони розвиваються протягом 2-4 років.

## Класифікація
Родина включає такі роди:
- Acrogomphus Laidlaw, 1925
- Agriogomphus Selys, 1869
- Amphigomphus Chao, 1954
- Anisogomphus Selys, 1858
- Anomalophlebia Belle, 1995
- Anormogomphus Selys, 1854
- Antipodogomphus Fraser, 1951
- Aphylla Selys, 1854
- Archaeogomphus Williamson, 1919
- Arigomphus Needham, 1897
- Armagomphus Carle, 1986
- Asiagomphus Asahina, 1985
- Austrogomphus Selys, 1854
- Brasiliogomphus Belle, 1995
- Burmagomphus Williamson, 1907
- Cacoides Cowley, 1934
- Ceratogomphus Selys, 1854
- Cinitogomphus Pinhey, 1964
- Cornigomphus Martin, 1907
- Crenigomphus Selys, 1892
- Cyanogomphus Selys, 1873
- Cyclogomphus Selys, 1854
- Davidioides Fraser, 1924
- Davidius Selys, 1878
- Desmogomphus Williamson, 1920
- Diaphlebia Selys, 1854
- Diastatomma Burmeister, 1839
- Dromogomphus Selys, 1854
- Dubitogomphus Fraser, 1940
- Ebegomphus Needham, 1944
- Eogomphus Needham, 1941
- Epigomphus Hagen in Selys, 1854
- Erpetogomphus Selys, 1858
- Euthygomphus Kosterin, 2016
- Fukienogomphus Chao, 1954
- Gastrogomphus Needham, 1941
- Gomphidia Selys, 1854
- Gomphidictinus Fraser, 1942
- Gomphoides Selys, 1854
- Gomphurus Needham, 1901
- Gomphus Leach in Brewester, 1815
- Hagenius Selys, 1854
- Heliogomphus Laidlaw, 1922
- Hemigomphus Selys, 1854
- Hylogomphus Needham, Westfall & May, 2000
- Ictinogomphus Cowley, 1934
- Idiogomphoides Belle, 1984
- Isomma Selys, 1892
- Labrogomphus Needham, 1931
- Lamelligomphus Fraser, 1922
- Lanthus Needham, 1897
- Leptogomphus Selys, 1878
- Lestinogomphus Martin, 1911
- Lindenia de Haan, 1826
- Macrogomphus Selys, 1858
- Malgassogomphus Cammaerts, 1987
- Mastigogomphus Cammaerts, 2004
- Megalogomphus Campion, 1923
- Melanocacus Belle, 1986
- Melligomphus Chao, 1990
- Merogomphus Martin, 1904
- Microgomphus Selys, 1858
- Mitragomphus Needham, 1944
- Neogomphus Selys, 1858
- Nepogomphoides Fraser, 1934
- Nepogomphus Fraser, 1934
- Neurogomphus Karsch, 1890
- Nihonogomphus Oguma, 1926
- Notogomphus Selys, 1858
- Nychogomphus Carle, 1986
- Octogomphus Selys, 1873
- Odontogomphus Watson, 1991
- Onychogomphus Selys, 1854
- Ophiogomphus Selys, 1854
- Orientogomphus Chao & Xu, 1987
- Paragomphus Cowley, 1934
- Perigomphus Belle, 1972
- Perissogomphus Laidlaw, 1922
- Peruviogomphus Klots, 1944
- Phaenandrogomphus Lieftinck, 1964
- Phanogomphus Carle, 1986
- Phyllocycla Calvert, 1948
- Phyllogomphoides Belle, 1970
- Phyllogomphus Selys, 1854
- Platygomphus Selys, 1854
- Praeviogomphus Belle, 1995
- Progomphus Selys, 1854
- Scalmogomphus Chao, 1990
- Shaogomphus Chao, 1984
- Sieboldius Selys, 1854
- Sinictinogomphus Fraser, 1939
- Sinogomphus May, 1935
- Stenogomphurus Carle, 1986
- Stylogomphus Fraser, 1922
- Stylurus Needham, 1897
- Tibiagomphus Belle, 1992
- Tragogomphus Sjöstedt, 1899
- Trigomphus Bartenev, 1911
- Zonophora Selys, 1854

Викопні роди
- †Auroradraco Archibald and Cannings 2019 Канада, іпрський ярус (50 млн років тому)
- †Gunterbechya Huang et al 2019 бірманський бурштин, сеноманський ярус (99 млн років тому)